# Mansión de Bahjí
La Mansión de Bahjí es una casa de verano en Acre, Israel, donde Bahá'u'lláh, el fundador de la fe bahá'í, murió en 1892. Su santuario se encuentra al lado de esta casa. Toda la zona se llamaba Al- Bahja (Lugar de las Delicias).
El área fue originalmente un jardín plantado por Sulayman Pasha, que era el gobernador de Acre, para su hija Fátimih, y él la llamó Bahji. Más tarde, el área fue embellecida aún más por Abdu'lláh Pasha, y en 1831, cuando Ibrahim Pasha sitió Acre usó la propiedad como su cuartel general. La propiedad era muy conocida por sus hermosos jardines y un estanque alimentado por un acueducto. La propiedad, entonces cayó en la posesión de una familia cristiana, los Jamals.
'Abdu'l - Bahá primero alquiló, y luego compró, la mansión de Bahá'u'lláh para vivir, y Bahá'u'lláh se trasladó de Mazra'ih a Bahji y residió en el edificio hasta su muerte. 
Forma parte del conjunto denominado Lugares sacros bahá'is en Haifa y Galilea Occidental, considerado Patrimonio de la Humanidad por la Unesco desde 2008.